# Helicoverpa insularis
Helicoverpa insularis là một loài bướm đêm trong họ Noctuidae.